# چوب‌سفت‌ها
چوب‌سفت‌ها (نام علمی: Cratoxylum) نام یک سرده از تیره گل‌راعیان است.